# Seongnyongsan
Seongnyongsan (koreanska: 석룡산) är ett berg i Sydkorea. Det ligger i den norra delen av landet, 70 km nordost om huvudstaden Seoul. Toppen på Seongnyongsan är 995 meter över havet.
Terrängen runt Seongnyongsan är kuperad åt nordväst, men åt sydost är den bergig. Runt Seongnyongsan är det ganska tätbefolkat, med 78 invånare per kvadratkilometer. Närmaste större samhälle är Gapyeong, 19,7 km söder om Seongnyongsan. I omgivningarna runt Seongnyongsan växer i huvudsak blandskog.